# ويليام سميث (كاتب)
ويليام سميث (بالإنجليزية: William Smyth)‏ هو رياضياتي وكاتب أمريكي، ولد في 1797، وتوفي في 3 أبريل 1868.